# República Democràtica de Finlàndia
La República Democràtica de Finlàndia (en finès: Suomen kansanvaltainen tasavalta) va ser un estat titella de la Unió Soviètica, d'escassa durada i que no va arribar a ser reconegut.
Es va establir l'1 de desembre de 1939, en la, en aquelles dates ciutat finesa de Terijoki (que actualment és la ciutat russa de Zelenogorsk, part de la zona recreativa de Sant Petersburg en Rússia). Durant la seua curta vida, Otto Ville Kuusinen va ser el president i el cap de govern. Es va establir en la Carelia finesa que van ser ocupades per la Unió Soviètica durant la Guerra d'Hivern. El seu Govern es va conèixer com el Govern de Terijoki. La Unió Soviètica pretenia amb aquest estat controlar tota Finlàndia, argumentant que el de Terijoki era l'únic govern amb dret a governar en tota Finlàndia i que era a més capaç d'acabar la Guerra d'Hivern i restaurar la pau. No obstant això, abans de la fi de la guerra els governants soviètics van canviar d'idea i van acabar signant la pau amb el govern finès.
El 12 de març de 1940, s'uneix amb la República Socialista Soviètica Autònoma de Carèlia dins de la República Socialista Federativa Soviètica de Rússia per a formar la República Socialista Soviètica Carelo-Finesa, una república soviètica en si mateixa, després que Finlàndia cedira aquest territori a la Unió Soviètica en el Tractat de Pau de Moscou de 1940.

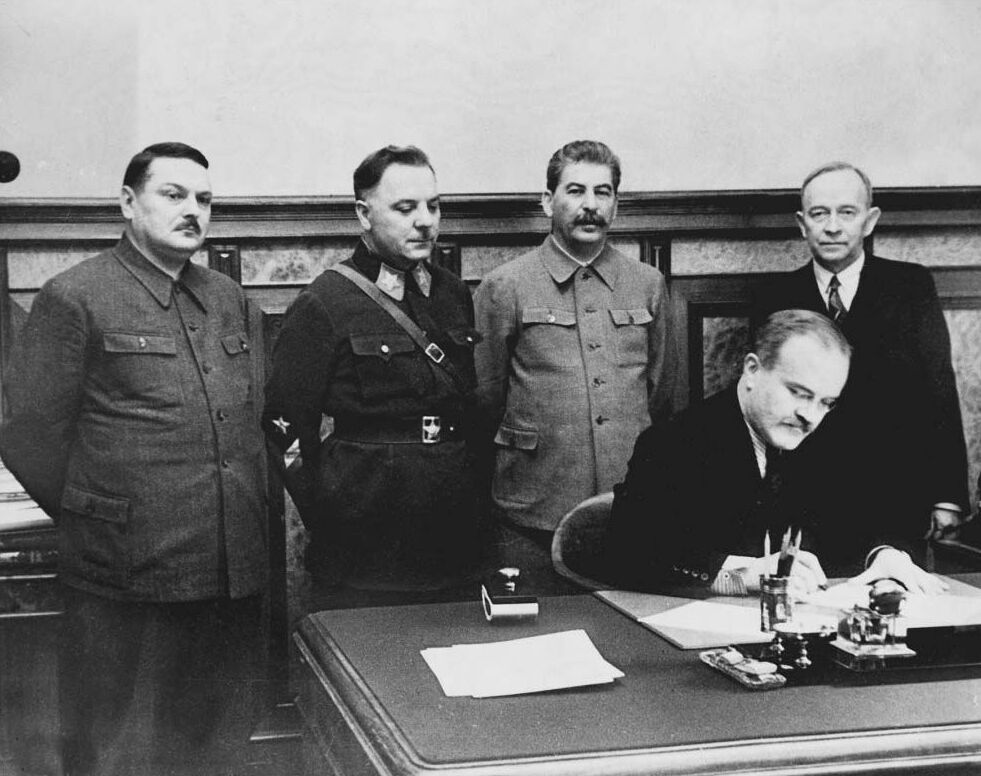
Molotov firmant un acord entre la Unió Soviètica i la República Democràtica de Finlàndia.

## Govern de Terijoki
| Ministre                                                   | En el càrrec          |
| ---------------------------------------------------------- | --------------------- |
| President i Ministre d'Afers Exteriors Otto Wille Kuusinen | 2.12.1939 – 12.3.1940 |
| Copresident i Ministre d'Economia Mauritz Rosenberg        | 2.12.1939 – 12.3.1940 |
| Ministre de Defensa Akseli Anttila                         | 2.12.1939 – 12.3.1940 |
| Ministre d'nterior Tuure Lehén                             | 2.12.1939 – 12.3.1940 |
| Ministre d'Agricultura Armas Äikiä                         | 2.12.1939 – 12.3.1940 |
| Ministra d'Educació Inkeri Lehtinen                        | 2.12.1939 – 12.3.1940 |
| Ministre d'Afers de Carèlia Paavo Prokkonen                | 2.12.1939 – 12.3.1940 |